# Alliance franco-anglaise
Cet article concerne l'alliance franco-anglaise de 1716 à 1731. Pour l'alliance de 1657, voir Traité de Paris (1657). Pour l'alliance de 1904, voir Entente cordiale.
L'alliance franco-anglaise désigne l'alliance entre la Grande-Bretagne et la France entre 1716 et 1731. Elle faisait partie du ballet diplomatique (en) dans lequel les grandes puissances européennes ont changé d'alliés à plusieurs reprises pour essayer d'affermir leur position.

## Création
Après la fin de la guerre de Succession d'Espagne, réglé par le traité d'Utrecht, les intérêts britanniques et français convergent. Les deux pays souhaitaient arrêter l'expansion des puissances espagnole et russe. La France faisait face à une succession incertaine car le roi Louis XV était encore mineur. La Grande-Bretagne ne voulait pas s'aliéner la France, pays beaucoup plus peuplé qu'elle. Les deux États ont coopéré ensemble au cours de la guerre de la Quadruple-Alliance pour arrêter une tentative de l'Espagne de conquerir une partie de l'Italie. Peu de temps après, ils réussirent à stopper l'avance russe dans la Baltique.

## Fin de l'alliance
La naissance d'un dauphin en 1729 a commencé à réduire l'intérêt des Français pour l'alliance, puisque leur avenir était sécurisé. En Grande-Bretagne, un groupe de austrophiles suggéra que l'Autriche serait en fait un meilleur partenaire potentiel pour la Grande-Bretagne. Les actions du principal ministre d'État français le cardinal Fleury devinrent de plus en plus hostile envers la Grande-Bretagne. L'échec français à soutenir les Britanniques pendant la guerre anglo-espagnole de 1727-29, convainquit de nombreuses personnes que la France n'était plus un allié fiable, mais au contraire qu'elle reprenait sa position traditionnelle de rivale. La fin de l'alliance n'a jamais été officiellement déclarée, mais au début de 1731 elle était considérée comme terminée.
En 1731, la Grande-Bretagne, sentant le changement de direction de la France sous la direction du cardinal Fleury, conclu une alliance avec l'Autriche (en). En 1742, la Grande-Bretagne et la France étaient adversaires pendant la guerre de Succession d'Autriche, et de leur rivalité coloniale en Amérique du Nord se poursuivait. Certains ont suggéré qu'entre 1688 et 1815, la Grande-Bretagne et la France étaient des « ennemis naturels » et cette période est connue sous le nom de seconde guerre de Cent Ans, mais les dix-sept ans passés comme des alliés ont remis en cause cette théorie selon laquelle les deux États étaient des ennemis implacables.

## Suite
Après la défaite de Napoléon Ier à la bataille de Waterloo en 1815, la Grande-Bretagne a aidé à rétablir les rois français sur le trône. Par la suite, les deux États sont devenus des alliés informels, sans jamais plus se faire une guerre malgré des crises comme à Fachoda (1898) et Mers el-Kébir (1940). En 1904, les deux pays ont signé l'Entente cordiale, une alliance visant à contrer l'expansion de la Russie et l'Allemagne.